# Re di Delhi
Re di Delhi fu il titolo concesso all'Imperatore Moghul Shah 'Alam II da parte della Compagnia britannica delle Indie Orientali in seguito alla Battaglia di Delhi, quando le forze britanniche liberarono Delhi dal controllo dell'Impero Maratha e posero la città sotto tutela britannica. In seguito alla propria sconfitta nei Moti indiani del 1857, Bahadur Shah II fu costretto ad abdicare ed a rinunciare ai suoi titoli.

## Creazione
In seguito alla Battaglia di Delhi durante la Seconda guerra anglo-maratha, le truppe britanniche liberarono Delhi dall'occupazione Maratha e il 14 settembre reinstallarono il vecchio imperatore cieco Shah 'Alam II sul trono, ponendolo sotto protezione britannica. All'Imperatore venne quindi concesso il titolo puramente formale di "Re di Delhi", poiché ormai il potere di Shah 'Alam non si estendeva oltre la città.

## Rivoluzione indiana e abolizione
Nel 1855 il governatore dell'India Lord James Broun-Ramsay, I Marchese di Dalhousie offese il Re Bahadur Shah II chiedendo a lui e ai suoi discendenti di abbandonare il Forte Rosso, che all'epoca era la residenza dell'imperatore. Nel 1856, il governatore Lord Charles Canning, I conte Canning annunciò che ai discendenti del Re non sarebbe più stato consentito portare il titolo. Queste provocazione portarono Bahadur Shah ad appoggiare i sepoy ribelli durante i Moti indiani del 1857 e a proclamarsi "Imperatore di tutta l'India". In seguito alla sconfitta dei ribelli e all'esecuzione dei suoi figli, Bahadur Shah fu costretto ad abdicare e venne esiliato a Rangoon, in Birmania, dove venne processato per alto tradimento.